# Paniútine
Paniútine (en ucraniano: Панютине, romanizado: Paniútyne; en ruso: Панютино, romanizado: Paniútino) es un pueblo ucraniano perteneciente al óblast de Járkov. Situado en el noreste del país, forma parte del raión de Lozová y del municipio (hromada) de Lozová.

## Geografía
Paniútine se encuentrea 8 km al norte de Lozová y a 140 km al sur de Járkiv.  

## Historia
Paniútine fue fundada en 1869 en relación con la construcción del ferrocarril Sebastopol-Járkov, originalmente con el nombre de Lozova-Azovska. Más tarde recibió el nombre de Paniútine en honor al general del ejército ruso Vasili Paniutin.
En el otoño de 1917, el pueblo fue tomado bajo el control de destacamentos de la Rada Central. En diciembre del mismo año, Paniútino fue capturado por destacamentos de la Guardia Roja que se desplazaban por ferrocarril hacia el sur desde Járkov y este territorio pasó a formar parte de la República Soviética de Donetsk-Krivói Rog. Del 29 de abril al 14 de diciembre de 1918 formó parte de la República Popular de Ucrania. Durante la guerra civil rusa, Paniútine fue ocupada por el Ejército Rojo a principios de 1919. Ese mismo año, fueron reemplazados por los denikinitas del Ejército Blanco durante algún tiempo, luego se restableció el poder soviético.  
En 1938 Paniútine recibió el estatus de asentamiento de tipo urbano.   
Durante la Segunda Guerra Mundial, Paniútine sufrió el primer bombardeo a finales de julio de 1941. En octubre el pueblo fue ocupado por tropas alemanas. El 27 de enero de 1942, Paniútine recuperado por la 270 División de Infantería del 6º Ejército durante la operación Barvenkovo-Lozovaya del 18 al 31 de enero de 1942. Las tropas soviéticas estacionadas aquí ya fueron rodeadas y derrotadas en mayo por la Wehrmacht, pero Paniútine fue finalmente liberado el 16 de septiembre de 1943.
Hasta el 18 de julio de 2020, Paniútine era parte del municipio de Lozová, que era una ciudad de importancia regional. El estatus fue abolido en julio de 2020 como parte de la reforma administrativa de Ucrania, que redujo el número de raiones del óblast de Járkov a siete. El área del municipio de Lozová se fusionó con el raión de Lozová.En 2023, Paniútine perdió el estatus de asentamiento de tipo urbano debido a la eliminación de este estatus administrativo.

## Demografía
La evolución de la población de Paniútine entre 1989 y 2022 fue la siguiente:
| 8108                                                          | 7397 | 7242 | 6869 |
| (Fuente: Cities & Towns of Ukraine y UKRAINE: Größere Städte) |      |      |      |

## Economía
En Paniútine hay una fábrica de vagones Pivdenna Zaliznitsia.

## Infraestructura

### Educación
La red educativa está representada por la escuela secundaria de Paniútine Nº1 y el liceo agrario de Paniútine.

### Transporte
La estación de tren de Paniútine se encuentra en la línea ferroviaria que conecta Járkov y Lozová. El asentamiento tiene acceso por carretera a Pavlogrado a través de Lozová y a Járkov.